# 杉紀彦
杉 紀彦（すぎ のりひこ、本名、杉野明夫、1939年9月17日 - 2018年12月17日）は、放送作家・作詞家。

## 経歴
東京都生まれ、石川県羽咋郡志雄町出身。石川県立羽咋高等学校、千葉大学文理学部卒業。
2018年12月17日午前1時57分、肺炎のため東京都の病院で死去。81歳没。

## 作詞楽曲
- 石原裕次郎
  - 「おれの小樽」
  - 「昭和たずねびと」
  - 「パパとあるこう」
- 内山田洋とクール・ファイブ
- 「おんなの愛はブルース」
  - 「昔があるから」
- 北原ミレイ
  - 「夢うた」
- 小林旭
  - 「氷雪海峡・東京わくらば通り・よこはま霧ホテル・哀愁列島・酔いどれリサ・砂の少女」
- 島倉千代子
  - 「風のみち」
- 清水由貴子
  - 「いつか秋」
- 菅原洋一・シルヴィア
  - 「アマン」
- ダ・カーポ
  - 「よこはま詩集」
- 高城丈二
  - 「影を追う男」
- 中条きよし
  - 「忘れ草」
- 西田敏行
  - 「木綿の愛情」
- 二葉百合子
  - 「人は堂々」
- ボニージャックス
  - 「少女抄」
  - 「泣き虫」
  - 「道志川旅情」

- 松平健
  - 「マツケンサンバⅠ」
- 三橋美智也
  - 「悲しみ河岸/恋放浪」
  - 「おもよ守うた・小糸坂哀歌・桃とるな・あずきまンまの手まり唄・へたれ嫁こ・琵琶ヶ池のうた・蛙になったおはぎ・おおば沼物語」
  - 「悲恋草・金沢ひとり・たそがれたずねびと・城下町の女」
- 森昌子
  - 『なみだの桟橋』- のち松原のぶえがカバー・シングルで発売
  - 『ためいき橋』

## テレビ番組
- NHK歌謡ホール（NHK総合）構成

## ラジオ番組
- にっぽんのメロディー
- はつらつスタジオ505（構成）
- きらめき歌謡ライブ（構成）
- 杉紀彦のラジオ村

## テレビドラマ
- 西部警察PARTIII（脚本）